# Feuerheck bei Waldaubach
Das Naturschutzgebiet Feuerheck bei Waldaubach liegt auf dem Gebiet der Gemeinde Driedorf im Lahn-Dill-Kreis in Hessen. Das 24,35 ha große Gebiet wurde am 19. Dezember 1984 unter der Kennung 1532018 unter Naturschutz gestellt.

## Lage
Die „Feuerheck bei Waldaubach“ befindet sich im „Hohen Westerwald“ nordöstlich von Waldaubach und östlich der am Gebiet verlaufenden Landesstraße L 3391, welche von Waldaubach in nördlicher Richtung nach Rabenscheid führt. Im Norden befinden sich die Naturschutzgebiete Waldaubacher Hecke bei Rabenscheid und Rabenscheider Holz, im Osten Rückerscheid mit Aubachtal und Bermershube bei Heisterberg, im Südwesten in Rheinland-Pfalz das Naturschutzgebiet Fuchskaute. Das Naturschutzgebiet „Feuerheck bei Waldaubach“ ist Bestandteil des FFH-Gebietes „Hoher Westerwald“ (5314-301) und des europäischen Vogelschutzgebietes „Hoher Westerwald“ (5314-450).

## Bedeutung
Im Naturschutzgebiet besteht zum größten Teil eine Fläche mit Laubwald der aufgrund seiner Höhenlage von durchschnittlich 580 m ü. NHN ein für die deutschen Mittelgebirge typisches feucht-kühles Klima mit Niederschlägen von mehr als 1000 mm pro Jahr aufweist. Aufgrund der unterschiedlichen Böden kann die Feuchtigkeit nicht gleichmäßig entweichen und es bestehen trockene, wechselnasse und staunasse Bereiche mit Pflanzengesellschaften, welche an diese Standorte angepasst sind.

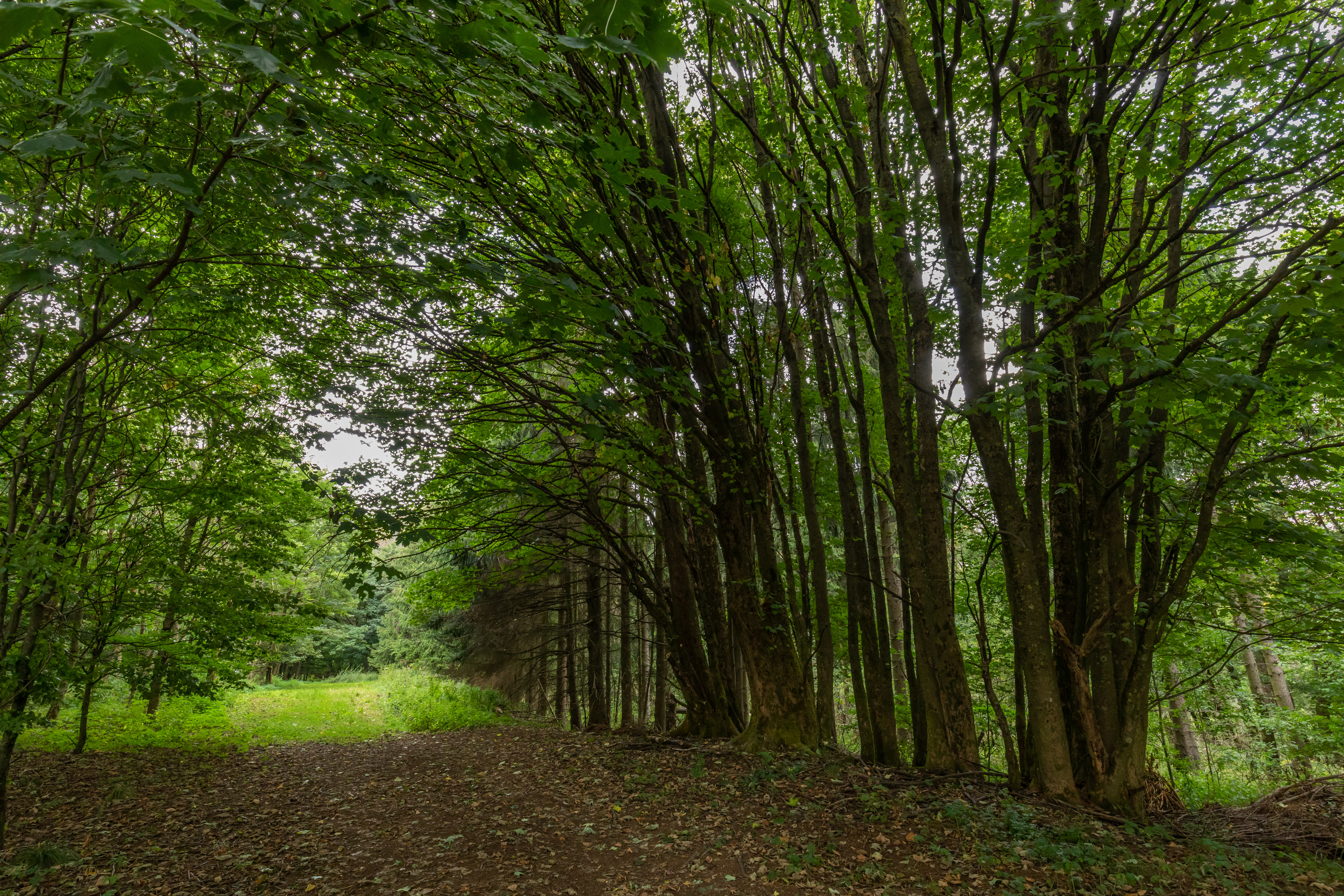
Laubwald im Gebiet
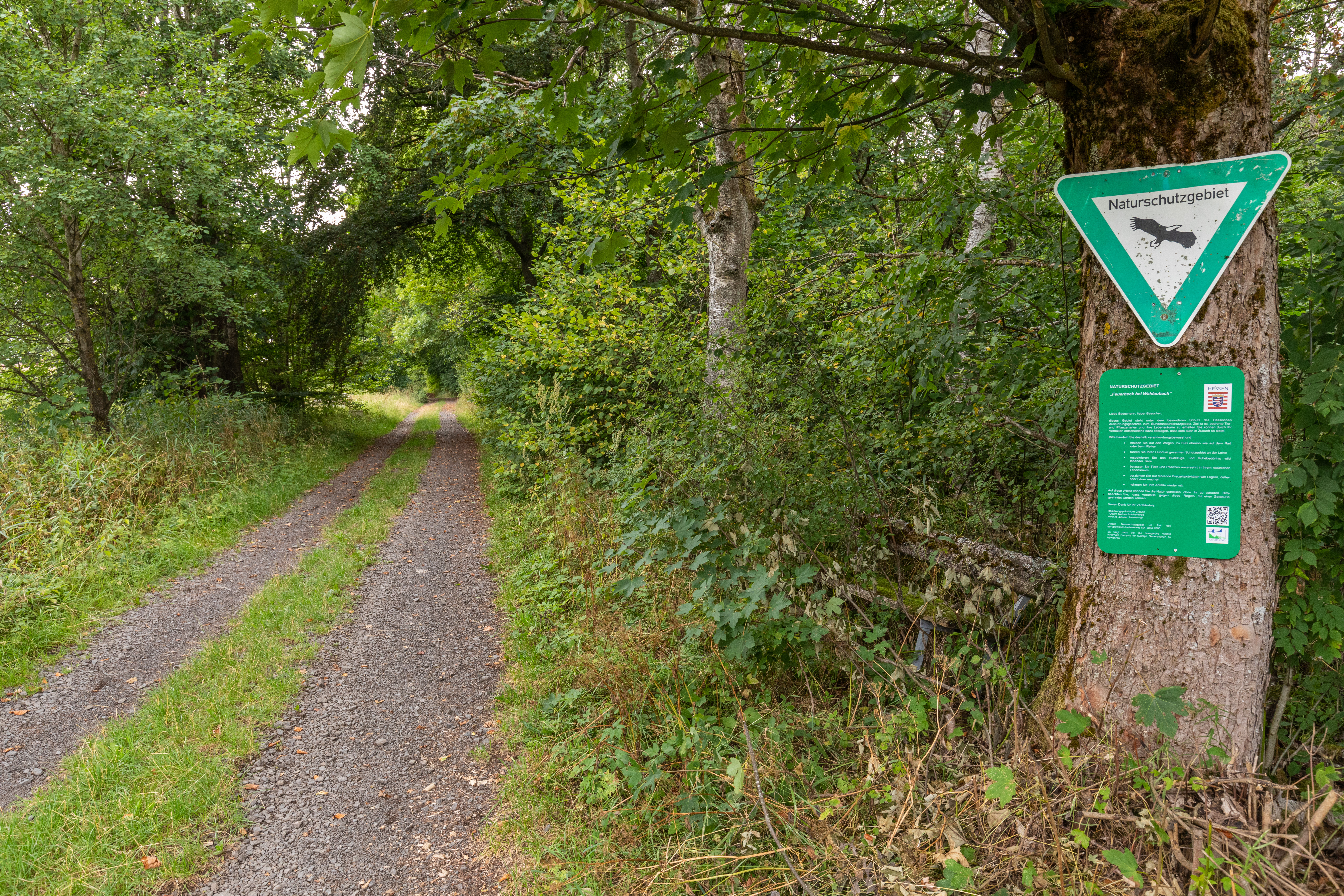
Ahorn-Altbäume am Wegrand
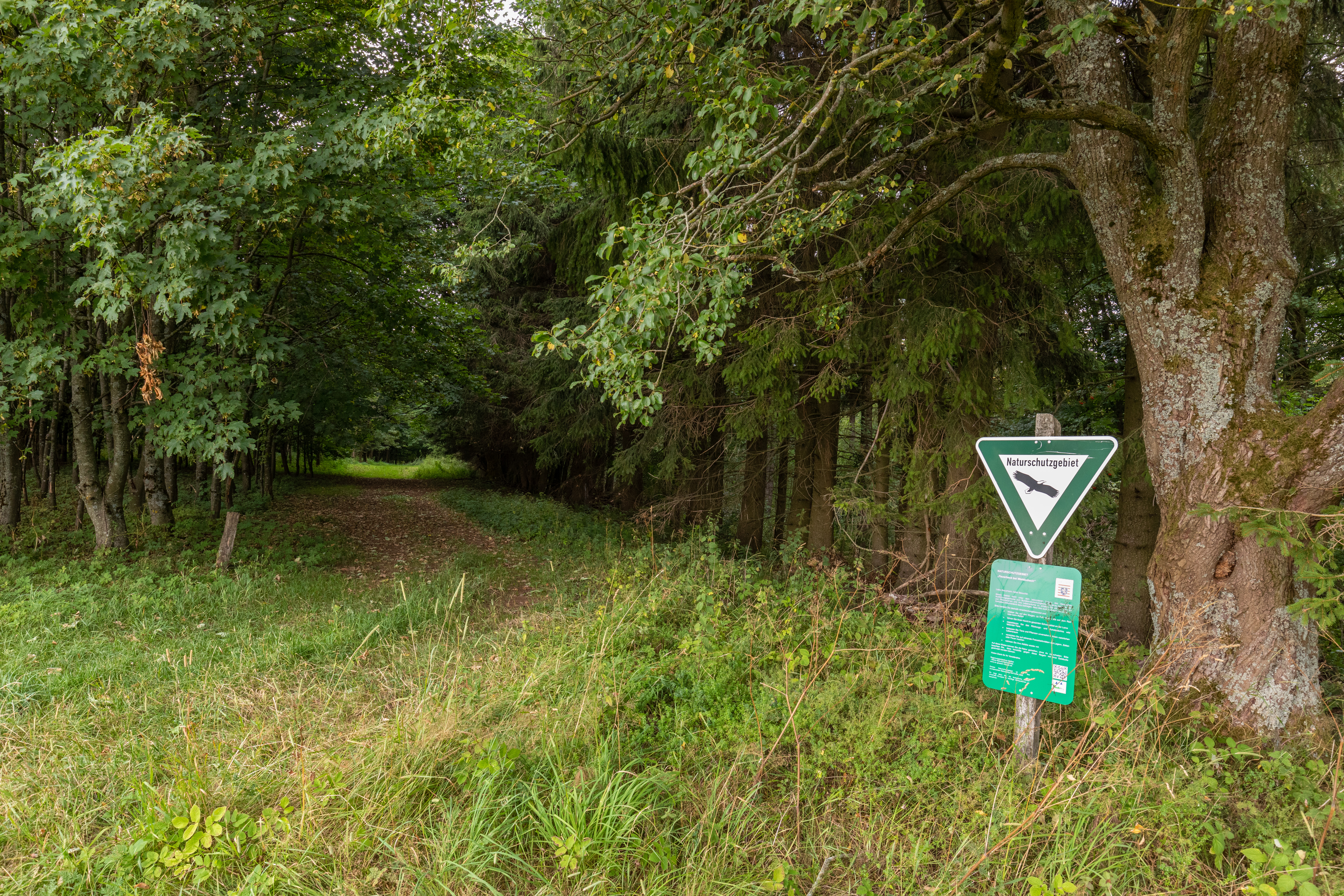
Weg durch das Naturschutzgebiet

## Flora und Fauna
Auf den kleinen mosaikartigen Wiesenflächen, im Bereich des geschlossenen Laubwaldes und entlang der Waldrandzonen wurden 115 Schmetterlingsarten beobachtet und die gefährdete Waldschnepfe (Scolopax rusticola) wurde als Brutvogel nachgewiesen.

### Flora
Im Naturschutzgebiet wurden folgende seltene Pflanzenarten nachgewiesen:
Der Blaue Eisenhut (Aconitum napellus), der Wolfs-Eisenhut (Aconitum lycoctonum), die Grünliche Waldhyazinthe (Platanthera chlorantha), die Bach-Nelkenwurz (Geum rivale), der Scheiden-Gelbstern (Gagea spathacea) und die Breitblättrige Glockenblume (Campanula latifolia).

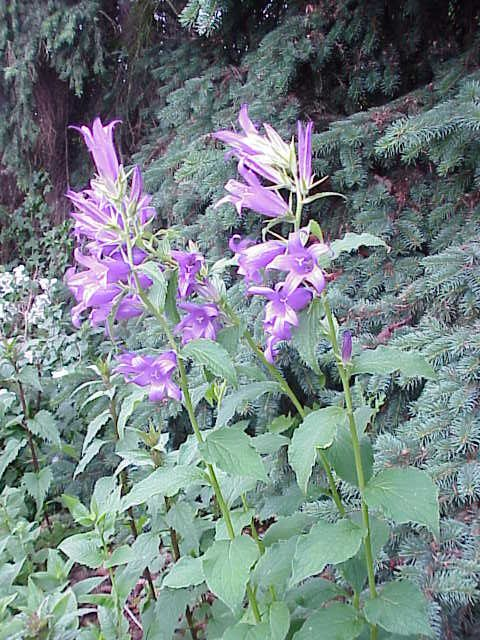
Breitblättrige Glockenblume (Beispielfoto)
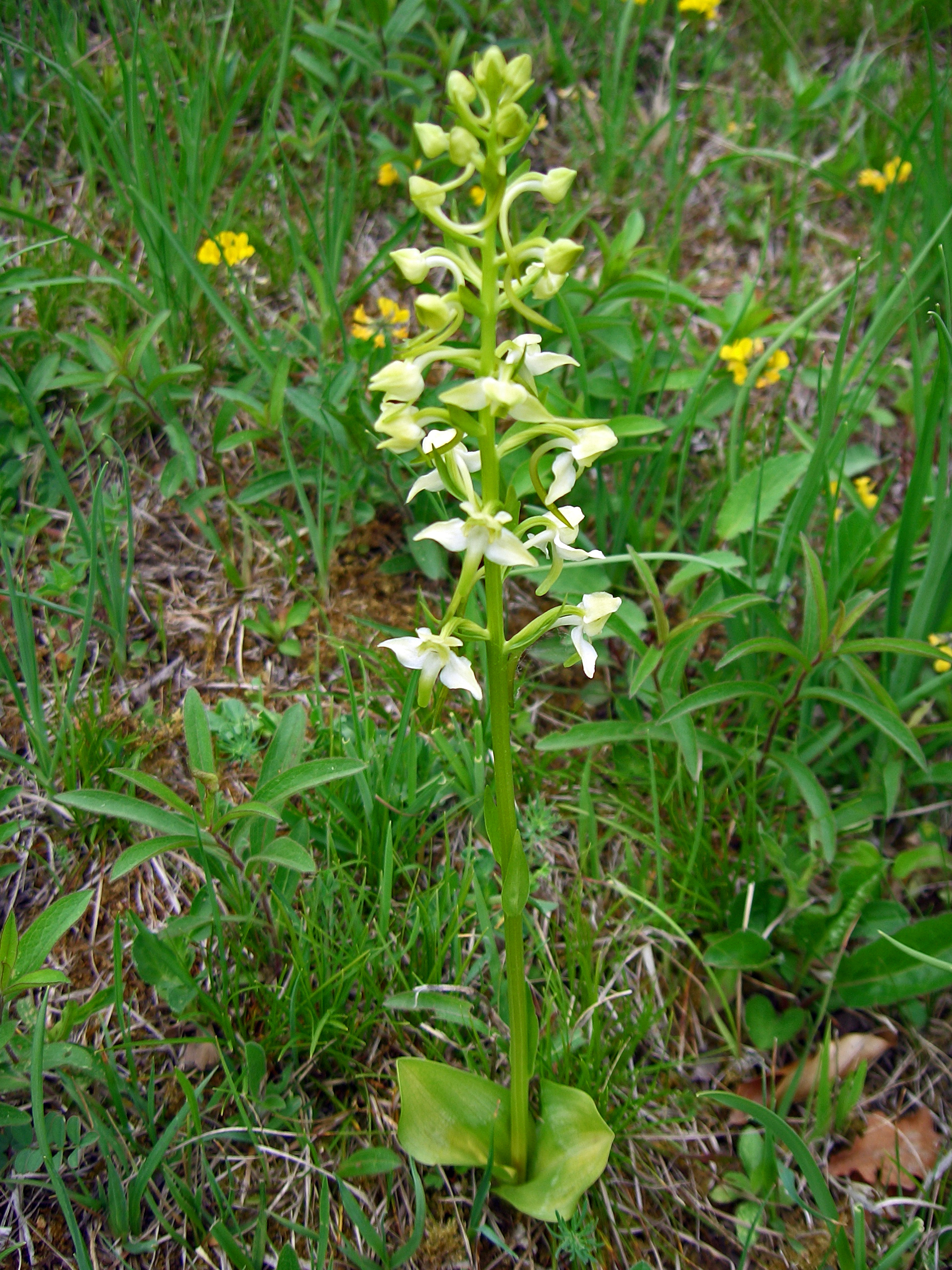
Grünliche Waldhyazinthe (Beispielfoto)
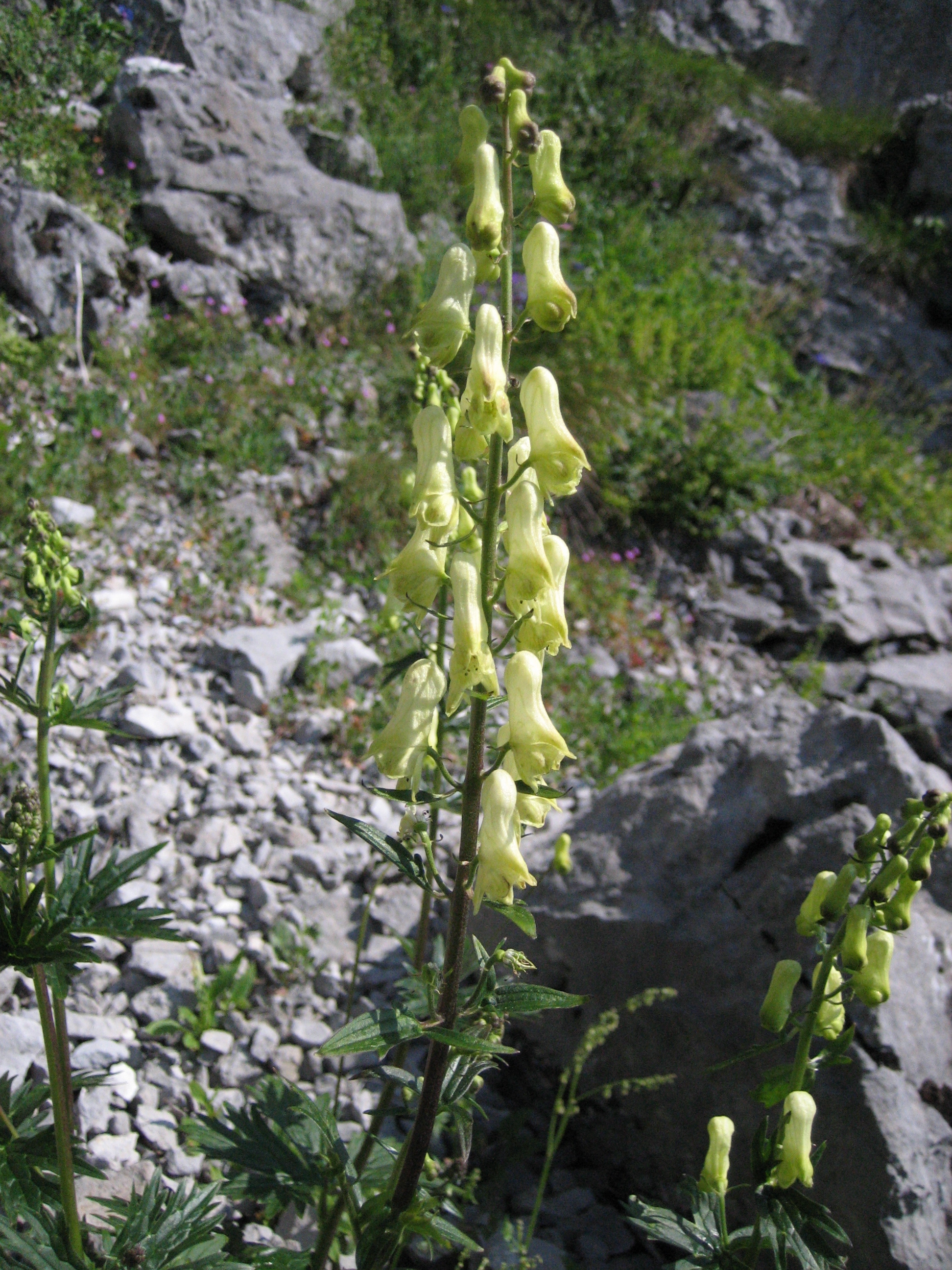
Wolfs-Eisenhut (Beispielfoto)

### Fauna
Die folgenden seltenen Tierarten wurden für das Naturschutzgebiet aufgezeichnet:
Der Dukatenfalter (Lycaena virgaureae), der Bergulmen-Spanner (Venusia blomeri), der Ahorn-Lappenspanner (Nothocasis sertata) und die Waldschnepfe (Scolopax rusticola).

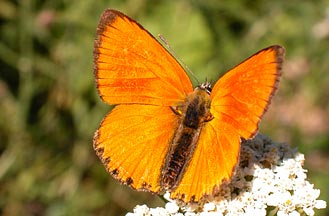
Dukatenfalter (Beispielfoto)
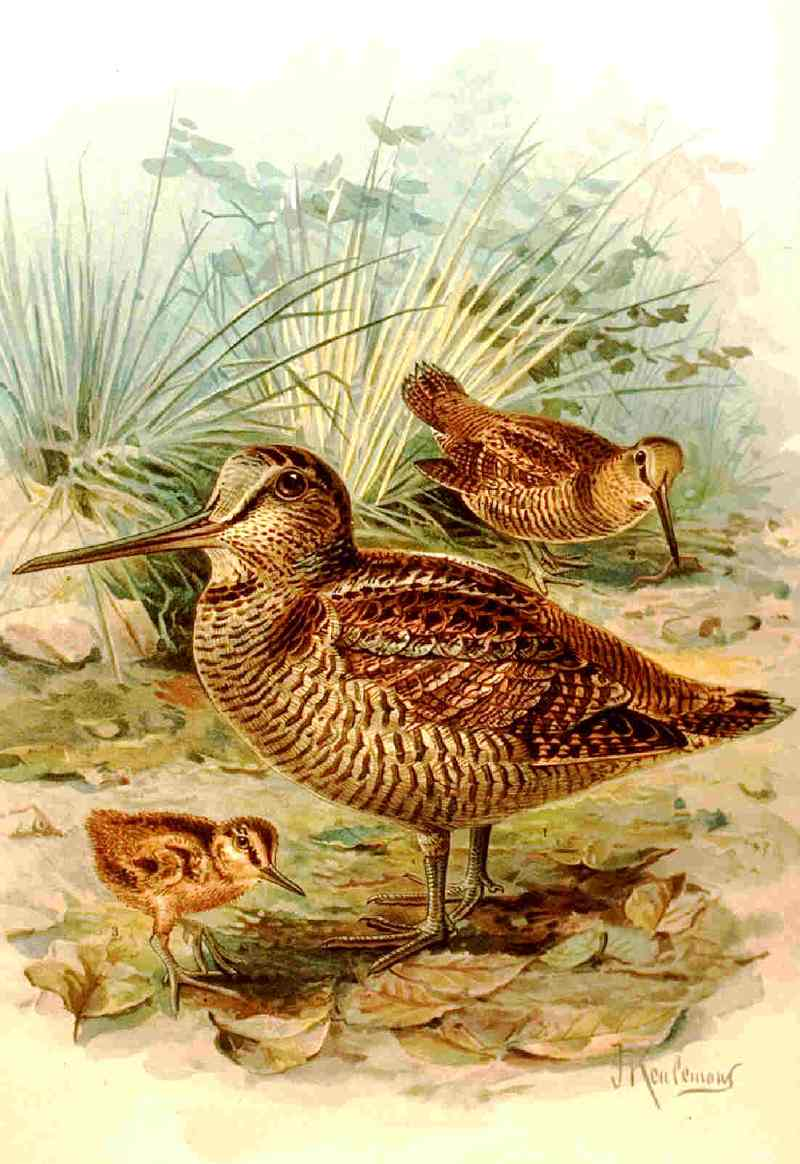
Waldschnepfe (Schaubild)
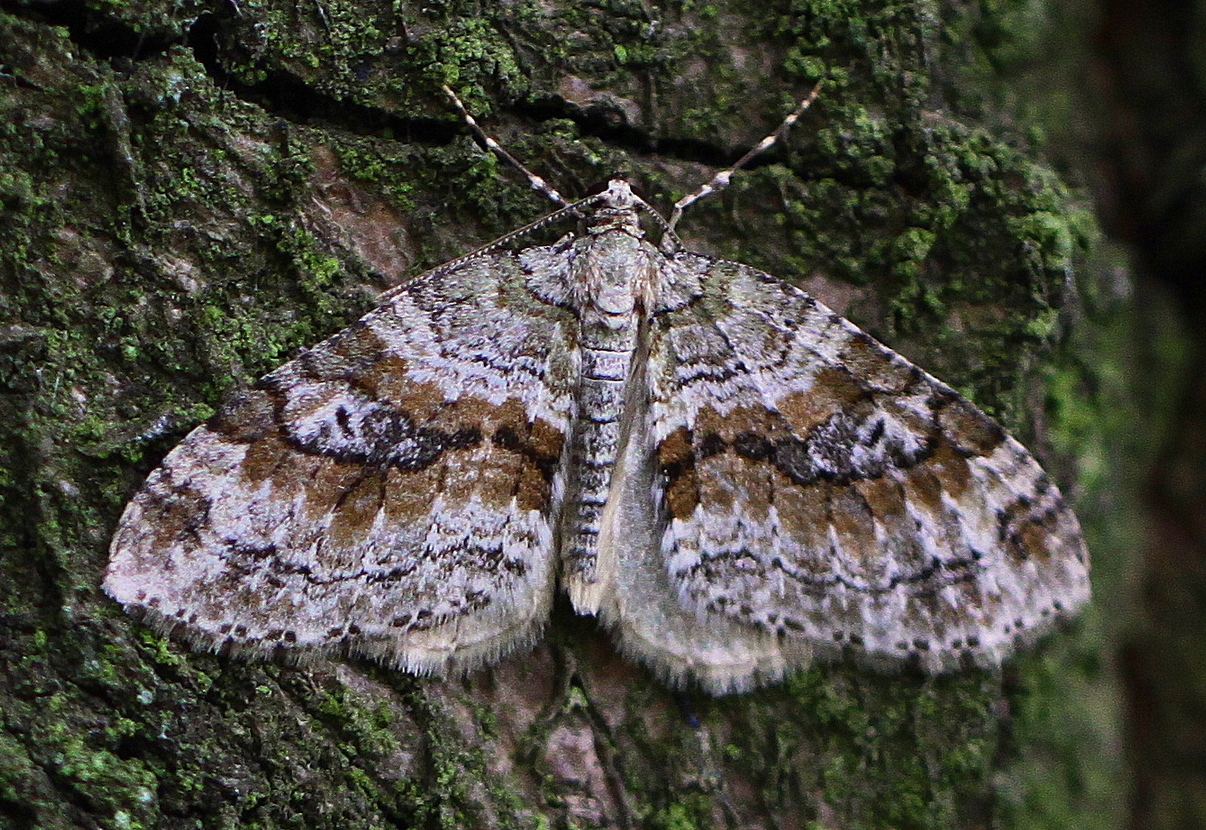
Ahorn-Lappenspanner (Beispielfoto)

## Pflegemaßnahmen
Im Jahr 2013 wurde ein Managementplan für das FFH-Gebiet „Hoher Westerwald“ (5314-301) aufgestellt der für das Naturschutzgebiet als Teil der Gesamtfläche eine natürliche Waldentwicklung ohne Pflegemaßnahmen vorsieht und keine weitere forstwirtschaftliche Nutzung festlegt.